# Heineburen
Heineburen is een gehucht in de gemeente Westerkwartier in het zuidwesten van de provincie Groningen. Het gehucht tussen De Wilp en Zevenhuizen. De naam van het gehucht is afgeleid van de mansnaam Heine.
Bij Heineburen ligt een klein bosje, het Nanninga's Bosch, tegenwoordig eigendom van het Groninger Landschap. Oorspronkelijk was het een naaldbos, geplant als productiebos. De eigenaar, Nanninga, slaagde er echter niet in het rendabel te exploiteren.
Even ten oosten van het bosje ligt het Bolmeer, een pingoruïne, die slechts beperkt toegankelijk is.